# Candacia bipinnata
Candacia bipinnata är en kräftdjursart som först beskrevs av Giesbrecht 1889.  Candacia bipinnata ingår i släktet Candacia och familjen Candaciidae. Inga underarter finns listade i Catalogue of Life.